# ناحية مركز عفرين
ناحية مركز عفرين إحدى نواحي سوريا ذات غالبية كردية تتبع إداريّاً لمحافظة حلب منطقة عفرين ومركزها بلدة عفرين، بلغ تعداد سكان الناحية 66,188 نسمة حسب التعداد السكاني لعام 2004.

## بلدات وقرى ناحية مركز عفرين
أبين، عفرين، بابليت، باعي، باصلحايا، باصوفان، باسوطة، براد، البصلية، بتيتة، برج عبد الله، برج حيدر، عين دارة، أناب، إسكان، فافرتين، غزاوية، الهوى، جلبل، كالوطة، كباشين، كفير، كفر بطرة، كفر زيد، كفرشيل، كفر نبو، كوكبة، الخضراء، خالدية، كيمار، معراتة، مريمين، النيرة، عقيبة، قرزيحل، شوارغة الأرز، شوارغة الجوز، شيخ الدير، تل طويل، تللف، الظريفة، زهرة الحياة، الزيارة، الجميلة، الكبيرة، تل غازي، قره تبة.